# 傅铁山
傅铁山（1931年11月3日—2007年4月20日），河北清苑人，圣名弥额尔，中华人民共和国主教及政治人物，原副国级领导人。曾任中国天主教三自爱国教会自选自圣的天主教北京教区正权主教，中国天主教爱国会主席、第十届全国人大常委会副委员长。

## 生平

### 早年经历
傅铁山生於中国河北省清苑县谢庄。1939年家乡洪水，全家逃荒到密云县檀营天主教堂。次年进入白檀书院读书，1941年被保送到北平天主教备修院就读。1944年春天，备修院因学生罢课而遣散，同年秋天，又进入北平西什库小修道院。二战结束后，田耕莘枢机将这所小修院改为“耕莘中学”。1950年傅铁山由耕莘中学高中毕业，又被保送文声学院哲学系。1956年，傅铁山从文声学院神学系毕业，7月1日，晋升神父。1958年，傅铁山调到北京神学院担任拉丁语教师。

### 教难时期
1959年至1962年，下放南口农场劳动。1966年至1973年，傅铁山在西北旺劳动。

### 擔任北京主教

傅鐵山牧徽

1979年，中华人民共和国宗教政策松动，宣武门天主堂在全国率先开放，傅铁山被推选为北京教区主教（自选自圣），这时主教职务已空缺15年。12月21日（圣多默宗徒瞻礼）接受祝圣，主礼者是湖南常德教区主教杨高坚，辅礼者是上海教区主教张家树和内蒙古呼和浩特教区主教王学明。也就是从1979年起，傅铁山作为爱国宗教领袖出任或兼任了很多官方、半官方的领导职务。然而這個主教任命，並未受到教廷的同意。
1979年至1992年，出任天主教北京教区主教，全國政協委員、常委，北京市政协常务委员，中国国际交流协会副会长，中国残疾人福利基金会理事，中国天主教爱国会副主席。1992年至1998年，出任全國人大常委會委員、教育科學文化衛生委員會委員，中国天主教爱国会副主席，中国天主教主教团副主席兼秘书长，北京市天主教爱国会主席、教务委员会主任、北京教区主教，中华海外联谊会常务理事，中国国际交流协会副会长，北京市人民对外友好协会副会长。

### 出任愛國會主席
自1998年起，傅铁山出任全国人大常委会委员、教育科學文化衛生委員會委員，中国天主教爱国会主席，中国天主教主教团副主席，北京市天主教爱国会主席、教务委员会主席、北京教区主教，中国国际交流协会副会长，北京市政协副主席。1998年3月，第九届全国人大第一次会议上，他当选为全国人民代表大会常务委员会委员。2003年3月，在第十届全国人民代表大会第一次会议上，当选第十届全国人大常委会副委员长。 
与此同时，傅铁山也多次对梵蒂冈进行了批评、谴责。

## 逝世
2007年4月20日20时08分，傅铁山因癌症医治无效，在卫生部北京医院逝世，终年75岁。
在新华社发布的讣闻和《傅铁山副委员长生平》里中共对傅铁山的官方评价为：“杰出的爱国宗教领袖，著名的社会活动家，中国共产党的亲密朋友”。

## 相关爭議
- 1989年六四事件仅几天后，他是唯一在电视上支持邓小平对街头示威抵抗者动武、强制清场的宗教人士。
- 2000年，他在美国纽约出席世界宗教领导人千年峰会时，严正谴责达赖喇嘛、指责一些国家“以人权为借口颠覆其他国家的主权”。
- 2000年谴责罗马教廷封列一百二十位中国和外籍殉道者为圣人，指外籍殉道圣人是“殖民主义的工具”，指时任教宗若望保禄二世在梵蒂冈圣伯多禄广场上主持的仪式“是无法容忍的”。[6]

## 关联条目
- 中国天主教爱国会
  - 金鲁贤主教
- 天主教北京教区
  - 李山主教
- 党和国家领导人
  - 丁光训主教